# Крумовградско
 Тази статия е за историко-географската област.  За общината вижте Крумовград (община).  
Крумовградско, в миналото Кошукавашко, е историко-географска област в Южна България, около град Крумовград.
Територията ѝ съвпада приблизително с някогашната Крумовградска околия – основната част от днешната община Крумовград (без селата Бряговец, Кожухарци, Котлари, Орешари и Странджево от Харманлийско, селата Горни Юруци, Долни Юруци и Стражец от Ивайловградско), както и селата Ауста, Джелепско, Друмче, Звездел, Карамфил, Конче, Кос, Лале, Пазарци, Ралица, Седефче, Кременец, Синделци, Биволяне, Врело, Гургулица, Момина сълза, Нановица, Неофит Бозвелиево, Постник, Равен, Татул и Чобанка в община Момчилград, Кран, Кукуряк, Малкоч, Пловка, Стрижба и Тихомир в община Кирково и село Зорница в община Кърджали. Разположена е по поречието на река Крумовица в Източните Родопи. Граничи с Кърджалийско и Харманлийско на север, Ивайловградско на изток, Гюмюрджинско на юг и Момчилградско на запад.